# Ethan Hayter
Ethan Hayter (født 18. september 1998 i London) er en professionel cykelrytter fra Storbritannien, der er på kontrakt hos Soudal Quick-Step.

## Karriere
Da Hayter var fyldt 20 år, havde han vundet EM- og VM-medaljer i banecykling. 
I efteråret 2018 var han stagiaire hos Team Sky. I november 2019 blev han fra 2020 tilknyttet holdet, som nu hed Team Ineos, på en 3-årig kontrakt.